# Bournville
Bournville est un village modèle du côté sud-ouest de Birmingham, en Angleterre, fondé par la famille Quaker Cadbury pour les employés de son usine de Cadbury's. C'est également un quartier de la circonscription municipale de Selly Oak qui abrite le Centre des arts visuels de Bournville . Bournville est aussi connue comme l'une des régions les plus prisées au Royaume-Uni ; des recherches menées par la Fondation Joseph Rowntree en 2003 ont révélé que c'était « l'un des endroits les plus agréables où vivre en Grande-Bretagne ».

## Histoire
Avant la construction de logements, il n’y avait que quelques fermes et chalets, reliés par des chemins de campagne et le seul bâtiment important étant Bournbrook Hall, construit à l'époque géorgienne.
Bien que Selly Manor et Minworth Greaves remontent au XIVe siècle ou avant, ils ont chacun été déplacés à Bournville après la création du village donc n’y étaient pas à l’origine.

### Cadbury
Après avoir repris l'entreprise de leur père John Cadbury en 1861, les Quakers George et Richard Cadbury décidèrent de transférer leur usine de cacao à Birmingham, vers un nouveau site pour permettre une expansion.
Cadbury dépendait des canaux (livraison du lait) et des chemins de fer (livraisons de cacao). Ils avaient donc besoin d'un site non aménagé et offrant un accès facile au canal et au rail. Les frères remarquèrent alors le projet de développement du Birmingham West Suburban Railway et du canal de Worcester et Birmingham.
En 1879, ils déménagent leur entreprise à Bournbrook Hall, 4 milles (6,437376 km) au sud de Birmingham. L'emplacement fut choisi car il était considéré comme étant plus propre, plus sain et plus propice aux projets d'expansion à long terme.
Les Cadbury nommèrent la zone « Bournville » d'après une rivière locale nommée The Bourn ; avec « ville » étant le mot français. Les Cadbury commencèrent alors à développer leur usine dans la nouvelle banlieue. Les travailleurs étaient traités avec beaucoup de respect et recevaient des salaires relativement élevés et de bonnes conditions de travail ; Cadbury fut également le pionnier des régimes de retraite, des comités d'entreprise paritaires et d'un service médical complet.
En 1893, George Cadbury acheta 120 acres (0,5 km2) de terrain à proximité des travaux et planifia, à ses frais, un village modèle qui « atténuerait les maux des conditions de vie modernes et plus exiguës ». En 1900, le domaine comprenait 313 maisons réparties sur 330 acres (1,3354626186 km2) de terrain et de nombreuses autres propriétés similaires. Ces maisons inspirées du mouvement « Arts and Crafts » possédaient de grands jardins et des intérieurs modernes. Elles furent conçues par l'architecte William Alexander Harvey. Aussi, de nombreux autres domaines villageois modèles en Grande-Bretagne, furent inspirés de Bournville. Puisque George Cadbury était un quaker, aucune maison publique ne fut jamais construite à Bournville ; cependant, depuis la fin des années 1940, il existe un bar.
Les Cadburys, étant particulièrement préoccupés par la santé physique de leurs travailleurs, intègrent des zones de loisirs dans les plans du village et encouragèrent la natation et tous les types de sports praticables en plein air. Par exemple, en 1924, il y eut la création du pavillon Rowheath. Ce pavillon servait de club-house, de vestiaires pour des hectares de terrains de sport, plusieurs terrains de boules, un lac de pêche et une piscine extérieure. Il était aussi utilisé pour des bals, des dîners et toute la zone était destinée aux travailleurs ainsi qu’à leurs familles. Cadbury's a également construit  des piscines intérieures, un lac de navigation et un terrain de cricket pittoresque adjacent au site de l'usine, rendu célèbre grâce à l'image sur les boîtes de Milk Tray.

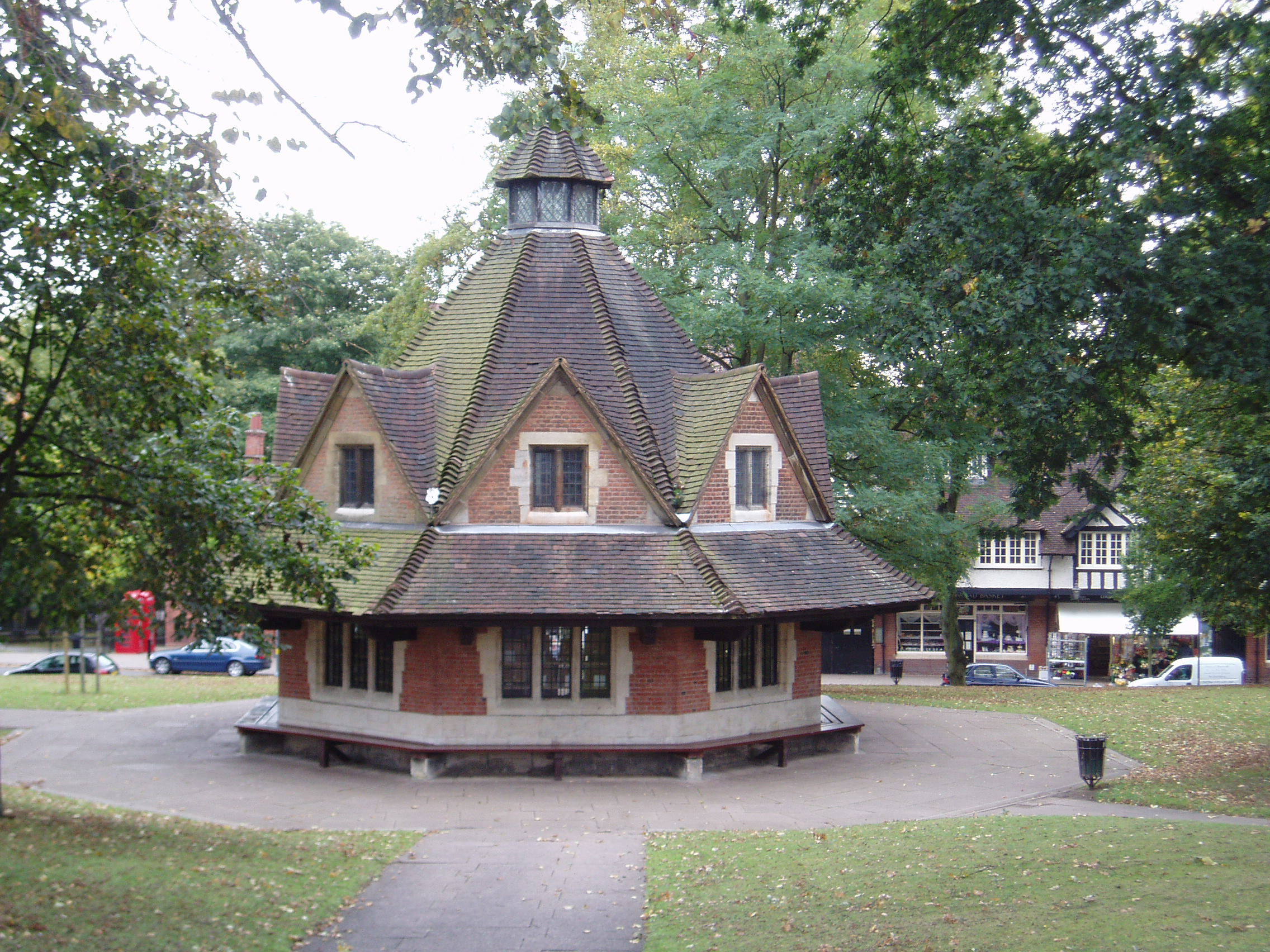
Bournville Rest House a été construite pour célébrer les noces d'argent de George et Elizabeth Cadbury et a été financée par les employés de Cadbury Brothers Ltd. La conception est de William Alexander Harvey et est basée sur le Marché du Fil à Dunster, dans le Somerset. Actuellement, le bâtiment abrite le centre de visiteurs du carillon.

En 1900, le Bournville Village Trust fut créé pour contrôler le développement du domaine, indépendamment de George Cadbury ou de la société Cadbury. La fiducie se concentra sur les fournitures d'écoles, d'hôpitaux, de musées, de bains publics et de salles de lecture. Une autre tâche du Bournville Village Trust est d'accepter ou de rejeter les plans d'extension et de modification des bâtiments.
Le trust exerce une influence internationale sur le logement et l'urbanisme. Il contient maintenant 7 800 maisons sur 1 000 acres (4 km2) de terrain et 100 acres (0,4 km2) de parcs et d'espaces ouverts.
Cadbury World est désormais établi ici.

## Gouvernance
Le quartier est gouverné par deux conseillers, Liz Clements ( travailliste ) et Fred Grindrod ( travailliste ). Bournville fait partie de la circonscription parlementaire de Birmingham Selly Oak. Le député actuel est Steve McCabe.

## Démographie
Le recensement de 2001 a révélé que 25 462 personnes vivaient à Bournville avec une densité de population de 4 217 personnes au km2, contre 3 649 personnes au km2 pour l'ensemble de la ville de Birmingham. Bournville a une superficie de 639,8 hectares et une densité de population de 39,8 habitants par hectare. 52,9 % de la population était identifiée comme étant des femmes, ce qui est supérieur à la moyenne de Birmingham (51,6 %). Certains étudiants de l'Université de Birmingham y vivent aussi.
Bien que Bournville soit surtout célèbre pour ses maisons de style Cadbury du début du XXe siècle, il existe également une quantité importante de logements plus modernes dans la région. La commune a construit plusieurs habitations autour de Bournville et Bryant Homes a construit une collection de maisons individuelles haut de gamme dans les années 1970.

## Éducation
Les écoles primaires de la région comprennent la Bournville Junior School, la Bournville Infant School et la St Francis Primary School. Ouvert en 1979, St Francis compte 243 enfants inscrits et la crèche de 26 places a été ouverte par le professeur Tim Brighouse en novembre 1998.
Ouvert en 1955, l'école Dame Elizabeth Cadbury est une école secondaire nommée en l'honneur de Dame Elizabeth Cadbury. L'insigne montre le ruisseau Bourne flanqué d'un arbre de chaque côté.
L'école Bournville est une école secondaire de la région de la Birmingham. Il s'agit d'une école secondaire et primaire avec statut d'académie, destinée aux élèves âgés de 4 à 16 ans. Bournville est desservie par le Bournville College of Further Education, qui propose des programmes d'enseignement collégial et supérieur de sixième année.
Le Bournville Centre for Visual Arts fait partie du Birmingham Institute of Art and Design (BIAD) depuis 1988. Il propose des cours de premier cycle, de base et de développement personnel.

## Transport
Bournville se trouve sur l'A4040, un périphérique desservi par les lignes de bus 11A et 11C Birmingham Outer Circle. Les services de bus 27 (de Hawkesley à Maypole) et 84 (de Hawkesley à l'hôpital Queen Elizabeth) desservent également la région.
Bournville est desservie par la gare de Bournville sur la Cross-City Line jusqu'à Birmingham New Street, Lichfield et Redditch. Alors que d'autres gares de banlieue de Birmingham arborent la livrée noire et verte de Network West Midlands, la gare de Bournville est peinte en violet de Cadbury.

## Religion
Les églises chrétiennes de Bournville comprennent l'église Saint-François d'Assise. L’église Oak Tree, se réunit à Dame Elizabeth Hall et l'église du pavillon Rowheath se réunit dans son pavillon. En plus d'un site à Moseley, Riverside Church se réunit également à Bournville, à l'école Dame Elizabeth Cadbury.
Il existe une église orthodoxe serbe de Saint-Lazar connue par ses membres sous le nom de Lazarica qui se trouve à Cob Lane. L'église est construite dans le style byzantin traditionnel des Balkans L'intérieur est décoré dans le  style orthodoxe avec des peintures murales à ciel ouvert. La paroisse fait partie de l'éparchie orthodoxe serbe de Grande-Bretagne et de Scandinavie, qui relève de la juridiction de l'Église orthodoxe serbe.
Comme Bournville a été fondée par les Quakers, une maison de réunion fut construite. Destiné à servir d'autres confessions chrétiennes, il est équipé d'un orgue. Le site présente un buste de George Cadbury réalisé par Francis Wood en 1924. Le bâtiment, conçu par William Alexander Harvey, a été construit en 1905. Dans le cadre de cette tradition quaker, Bournville est une ville sèche où la vente d'alcool est interdite dans les limites du domaine historique.

## Des personnes remarquables de Bournville
- Bertha Bracey, travailleuse humanitaire quaker et héroïne de l'Holocauste
- James Jaysen Bryhan, acteur (1978–)
- John Cadbury, (1801-1881), fondateur du chocolat Cadbury's
- George Cadbury (1839-1922)
- Dame Elizabeth Cadbury (1858-1951)
- Nigel Dakin CMG, soldat, diplomate et gouverneur
- Natalie Haynes, auteure, animatrice et humoriste
- Felicity Jones, actrice (1983–)[13]
- Julia Varley, suffragette et syndicaliste
- Clive Wedderburn, acteur